# Битка при Седан
Битката при Седан се случва по време на Френско-пруската война на 1 септември 1870. Като резултат е залавянето на Наполеон III, заедно с армията му, и практически решаването на войната в полза на Прусия и нейните съюзници, въпреки че борбата продължава, когато се създава новото френско правителство.
Силната 120-хилядна френска армия на Шалон, командвана от маршал Патрис Мак Махон и съпътствана от френския император Наполеон III, се опитва да премахне обсадата на Мец и бива причакана от пруските сили и победена. Армията на Мьозе и пруската Трета армия, командвани от полевия маршал Хелмут фон Молтке Старши и съпътствана от пруския крал Вилхелм I и пруския канцлер Ото фон Бисмарк, приклещва армията на Мак Махон при Седан в огромна битка. Маршал Мак Махон е ранен по време на атаките и командването става отговорност на генерал Огюст-Александр Дюкро.

## Фон
След загубата при Гравелот, армията на Рейн на маршал Базен се оттегля в Мец, където е обсадена от 150-хилядната пруска войска от Първата и Втората армия (Обсада на Мец). Император Наполеон III, заедно с маршал Мак Махон, сформирова новата френска армия на Шалон, за да се отправят към Мец с надежда да спасят Базен. С личното ръководство на Наполеон III и помощта на маршал Мак Махон, те повеждат армията в марш по левия фланг, тоест на северозапад срещу белгийската граница, в опит да избегнат прусаците преди да ударят от юг и да се свържат с Базен.
По това време планът се смята за неразумен, защото прусаците вече няколко пъти дотогава са усявали да покажат, че са по-подвижни и маневреспособни от французите, чрез няколко предишни бързи победи през целия август на 1870. Допълнително маршируването по този начин оставя двата френски фланга открити за атаки. Прусаците, командвани от фон Молтке, използват тази маневра, за да хванат армията на Шалон на тясно. Оставяйки Първа и Втора пруска армия при обсадата на Мец, Молтке взима Третата армия и армията на Мьозе и се отправя да догонва французите, настигайки ги на 30 август. Тогава Наполеон III претърпява сериозна загуба и загубва 5000 мъже и 40 оръдия, след което се оттегля към Седан. Намеренията на французите е да влязат в града, да оставят войската да си почине след маршируването и тежката битка, да се презаредят с амуниции и да се оттеглят вместо да се включват в битка в самия град.
След реформирането в града, Армията на Шалон изпраща Първи корпус, за да провери как напредват прусаците. Оказава се, че те са изолирани от настъпващите пруски сили. Те не могат да отстъпят поради голямото изтощение на войниците и липсата на амуниции. Гърбът на французите е пазен от крепостта на Седан, което, заедно с терена, образуват идеални позиции за защита.
Молтке разделя своите сили на три групи: една да забави и задържи французите, където са, друга да избърза напред и да ги хване при евентуално оттегляне, и трета, най-малка сила, да държи речния бряг. Французите не могат да се движат и трябва да се бият „където са“. Поради това прусаците ги обходили и обкръжили.

## Битката
Битката започва, когато армията на Шалон, състояща се от 202 пехотни батальона, 80 кавалерийски ескадрона и 564 артилерийски оръдия, атакува заобикалящите ги Трета армия и армията на Мьозе, състоящи се от общо 222 пехотни батальона, 186 кавалерийски ескадрона и 774 артилерийски оръдия.
Наполеон преди това е наредил на Мак Махон да пробие обграждащата ги маса от войска. Единственото възможно място е градчето Ла Монзел, чийто фланг е пазен от крепостен град. Прусаците също избират този град като мястото, където да започнат своят пробив. Принцът Георг от Саксония и пруският 11-и корпус се заемат със задачата, а генерал Барон фон дер Тан нарежда атака на десния фланг.
Това води до открит сблъсък, в който френският първи корпус се барикадира из улиците, а населението се включва в боя, помагайки на войниците. Тан изпраща бригада през понтонния мост в 04:00 часа и започва твърда съпротива, одържайки южните части на града. Битката изсмуква нови сили, когато френски бригади от Първи, Пети и Дванадесети корпус пристигат. В 8:00 часа Осмата пруска пехотна дивизия пристига и Тан решава, че е време за решаваща атака. Той не успява да вземе със себе си артилерия, за да стреля отдалече, и затова заповядва на своята последна бригада да обсипе града с куршуми, което е последвано от артилерията от другата страна на Мойзе.
Битката продължава да се разпространява на юг от града и Осмата пехотна дивизия бива изпратена да подпомогне баварците, които се бият край Ла Монзел, където се опитвт да пробият френската защита. Боят започва в около 6:00 и раненият Мак Махон предава командването на Огюст Дюкро, който получава новината в 7:00 часа. Дюкро заповядва моментално отстъпление, което Молтке е и очавал, но неговото решение е отхвърлено от генерал де Вимфен, който изтегля силите си срещу скасонците при Ла Монзел. Това води до кратко прегрупиране на французите, които обграждат града с артилерия и упражняват натиск върху баварците и саксонците. Въпреки това контраатаката започва да се празпада при пристигането на свежи вълни от пруски подкрепления.
До 11:00 часа пруската артилерия надделява над французите докато още пруски сили пристигат на войното поле. След мощните бомбардировки и пруските атаки от северозапад и изток, и баварските атаки от югозапад, Армията на Шалон се оттегля и се предава. Френската кавалерия, командвана от генерал Маргьорит, отчаяно се хвърля три пъти в атака върху близкото село Флоинг, където пруския 11-и корпус се е разположил. Самият Маргьорит е убит, водейки първата атака. Останалите две допълнителни атаки не довеждат до нищо друго освен тежки загуби.

## Хуманитарна дейност
Във Френско-пруската война по това време има голяма международна болница в Седан. Глава на тази болница е известният по онова време доктор Кристофър Джеймс Дейвис (1842-1870), който помага на гладуващите и болните от треска селяни, както и на ранените в битка от двете страни. Той е познат като „Добрия черен доктор“. Местната протестантска църква също подкрепя неговата хуманитарна дейност. Отчасти той е подпомаган и от дарения от много хора, включително и от богати предприемачи и други. През 1870 Дейвис умира едра шарка, прихваната от пациент. Той е толкова обичан след смъртта си, че получава почетно военно погребение, което е следвано от войските и на двете армии, водени от кмета на Седан. Той е погребан на малко разстояние извън Седан, заедно с още много други жертви на войната.
Ранените войници от армията на генерал Воурбаки получават медицинска помощ в болница в Швейцария.

## Завършек и резултат
До края на деня, при липса на каквато и да била надежда за разбиване на прусаците, Наполеон III заповядва за спирането на атаките. Французите губят над 17 000 ранени или мъртви войници и 21 000 заловени. Прусаците рапортуват за своите загуби така: 2320 убити, 5980 ранени и 700 заловени или изчезнали.
До следващия ден, 2 септември, Наполеон III нарежда да се издигне бяло знаме и сам се предава, заедно с цялата армия на Шалон, на Хелмут фон Молтке Старши и пруския крал. Залавянето на френския император оставя французите без правителство, желаещо бърз мир. Всъщност след два дни, когато новини за залавянето на френския император достигат до Париж, Втората френска империя пада чрез безкръвен държавен преврат, което довежда до ново професионално и в по-голямата си част консервативно правителство, продължаващо войната за още цели пет месеца. Опитвайки се да променят съдбата на французите във войната, правителството накрая признава победата и на 10 май 1871 подписва Франкфуртския мирен договор, който слага край на войната и носи победата на германските сили.
Наполеон III получава позволение да бъде освободен и изпратен в изгнание в Англия. През 1873 бившият император на умира, а последните му думи, насочени към един от неговите приятели, са следните:
- Анри, беше ли при Седан? (Henri, étais-tu à Sedan?)
- Да, Ваше Величество. (Oui, Sire)
- Ние не бяхме страхливци при Седан, нали? (N'est-ce pas que nous n'avons pas été des lâches à Sedan?)